# Angelo Paina
Angelo Paina (Senna Lodigiana, 19 aprile 1949 – Piazza Brembana, 23 giugno 2024) è stato un calciatore italiano, di ruolo attaccante.

## Caratteristiche tecniche
Fu un centravanti sovente utilizzato come seconda punta.

## Biografia
Crebbe nel Milan, per poi essere mandato al Padova (in Serie B) e alla Trieste (in Serie C) in prestito.
Al suo rientro tra i rossoneri non riuscì a ritagliarsi spazio, tanto da essere ceduto al Taranto, con cui disputò tre stagioni nel campionato cadetto e dove incontrò l'allenatore Mario Caciagli.
Passò quindi alla SPAL, sempre in Serie B, realizzando 26 reti in tre campionati. Sul finire del campionato 1975-1976 rimediò un infortunio alla caviglia subito a Brindisi.
Venne quindi ceduto in Serie A all'Atalanta nel 1977 e con i bergamaschi disputò due campionati.
Tornò poi a Trieste, in Serie C1, dove concluse la carriera professionistica.
In carriera totalizzò complessivamente 38 presenze e 3 reti in Serie A e 182 presenze e 43 reti in Serie B.
Morì a Piazza Brembana il 23 giugno 2024 all'età di 75 anni per le complicazioni della malattia di Alzheimer.

## Palmarès

### Club

#### Competizioni nazionali
- Coppa Italia: 1

Milan: 1966-1967

#### Competizioni internazionali
- Coppa Anglo-Italiana: 1

Triestina: 1980